# Șapă de egalizare autonivelantă
Șapa autonivelantă se folosește în construcții, la obținerea unui finisaj neted și cu diferite grade de rezistență al pardoselilor.
Este un produs puternic alcalin, datorită conținutului de ciment. Caracteristicile acestui produs sunt rezultate direct din compoziția sa. În funcție de natura solicitărilor și a caracteristicelor ce trebuie îndeplinite, șapa autonivelantă are o compoziție oarecum asemănătoare: ciment, nisip de cuarț și diferiți aditivi (în funcție de natura solicitărilor, mediului și a stratului final de acoperire; exemple: șapa cu rezistență mare la trafic intens industrial, comercial, casnic, șapa cu rezistență crescută la variații de temperatură, pentru exterior, și clasificările putând continua cu straturile de acoperire: lemn, PVC, vopsea, etc). Punerea în operă se poate executa manual, prin turnare și preparare la fața locului, sau mecanizat cu pompe speciale, fiind necesară o tehnică și utilaje relativ simple, respectându-se pașii recomandați de producători (pentru fiecare tip de șapă).